# Olle Leino
Oras Olle Leino, född 16 maj 1932 i Kyrkslätt, Finland, död 18 januari 2021 i Lidingö, Sverige, var en finländsk journalist och författare. Han var son till politikern Yrjö Leino. 
Leino flyttade tidigt till Sverige och arbetade som journalist bland annat vid Se, Expressen och som chefredaktör för flera tidskrifter inom Bonnierkoncernen. Han var också med om att starta hälsomagasinet Må Bra som han var chefredaktör för i många år. I sitt författarskap, bland annat Vem tackar Yrjö Leino (1973), har han ofta återkommit till faderns uppgång och fall, från kommunistisk inrikesminister till presumtiv landsförrädare. I romanerna Herren prövar blott (1994) och Hyresgästen behandlar han evakueringen av Porkalaområdet och återkomsten 1956. Hans främsta skönlitterära verk är romanen Skuggorna (1999) som ger inblickar i det svenska samhällsklimatet på 1950-talet, speglat i en ung journalists upplevelser.